# Ellipura
Los elipuros (Ellipura) son un supuesto clado de artrópodos hexápodos que agrupa los colémbolos y los proturos. La monofilia de Ellipura parecía bien establecida, ya que la polémica sobre las relaciones filogenéticas de los grupos de hexápodos eran debidas básicamente a la dudosa posición de los dipluros. Pero algunos estudios basados en datos morfológicos y moleculares antiguos pusieron en duda dicha monofilia. Los estudios morfológicos y moleculares actuales apoyan la monofilia del clado.
El siguiente cladograma muestra las relaciones filogenéticas de los elipuros con el resto de hexápodos según los análisis moleculares recientes, en este caso serían un grupo estrechamente emparentado con los insectos:
|  | Collembola |
|  |            |
|  | Protura    |
|  |            |

|  | Diplura |
|  |         |
|  | Insecta |
|  |         |

|  | Collembola |
|  |            |
|  | Protura    |
|  |            |

|  | Diplura |
|  |         |
|  | Insecta |
|  |         |